# 內瑟爾沙伊貝山

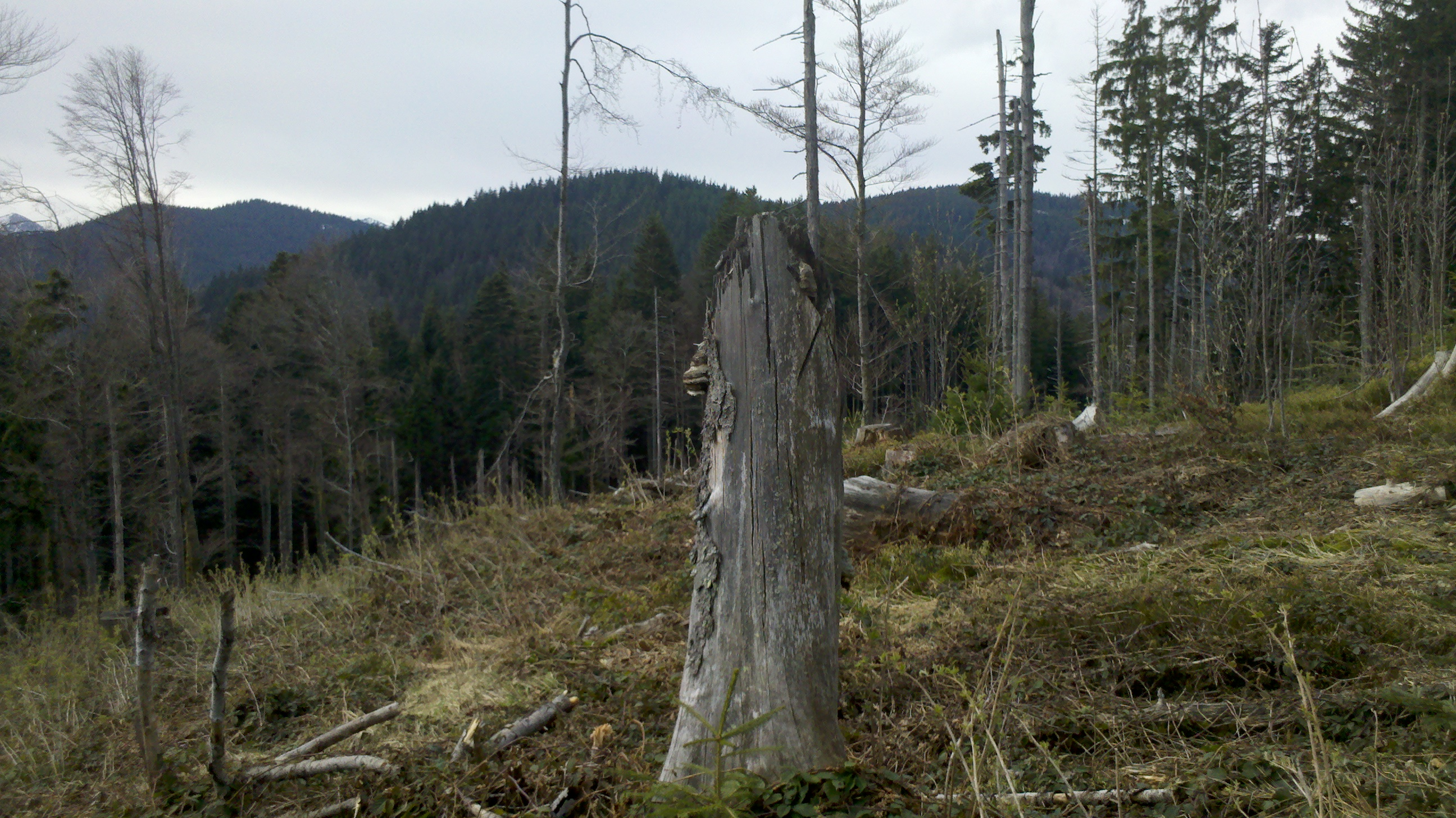

47°43′39″N 11°40′48″E / 47.727576°N 11.680005°E
內瑟爾沙伊貝山（德語：Nesselscheibe），是德國的山峰，位於該國東南部，由巴伐利亞負責管轄，屬於巴伐利亞前阿爾卑斯山脈的一部分，距離科格爾山0.9公里，海拔高度1,258米。